# Ferdinando Bertoni

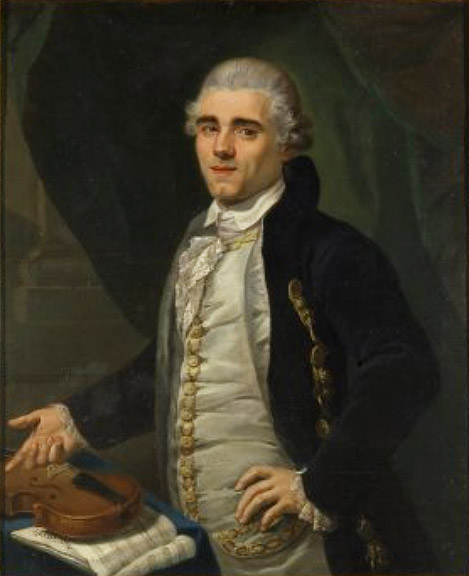
Portret van Ferdinando Bertoni. Bologna, Internationaal Muziekmuseum en bibliotheek.

Ferdinando Giuseppe Bertoni (Op het eiland Salò (Gardameer), 15 augustus 1725 – Desenzano del Garda, 1 december 1813) was een Italiaans componist.  
Hij begon zijn muziekstudie eerst in Brescia, niet ver van de plaats waar hij geboren was.
Rond 1740 ging hij naar Bologna om verder te studeren, bij de muziektheoreticus Giovanni Battista Martini.
In 1752 kreeg hij zijn aanstelling als voorzanger en eerste organist aan de San Marco te Venetië.
Van 1752-1777 was hij tevens kapelmeester aan het Ospedale dei Mendicanti ook in Venetië.
In de periode 1778-1783 was hij in Londen, waar hij een tiental opera's componeerde voor het King's Theatre.
Weer terug in Venetië,  volgde hij in 1785 Baldassare Galuppi op als kapelmeester van de San Marco en behield deze positie tot zijn pensionering in 1808.

Hij schreef zo'n 70 opera's die allen in de vergetelheid geraakt zijn, op het werk Orfeo (Venetië, Teatro San Benedetto, 1776) na. 
Dit werk laatst opgevoerd in Vicenza (3/7-7-1990) en uitgebracht op cd is gebaseerd op hetzelfde libretto van Raniero Calzabigi, als het werk van Christoph Willibald Gluck, Orfeo & Euridice (Burgtheater Wenen, 1762).
Bertoni componeerde dit werk speciaal voor zijn goede vriend Gaetano Guadagni, een castraat, die hierin de rol van Orfeo zou vertolken (de rol die hij al in alle opvoeringen van Orfeo ed Euridice van Gluck, vervuld had).
Verder componeerde hij nog zo'n 50 oratoria, tegen de 200 geestelijke werken en cantates,
instrumentale werken en kamermuziek.
- Biblioteca Nacional de España: XX1045580
- Bibliothèque nationale de France: cb14800173k (data)
- CiNii: DA13068550
- Gemeinsame Normdatei: 119255960
- International Standard Name Identifier: 0000 0001 1021 6305
- Library of Congress Control Number: n83177836
- MusicBrainz: c3e81891-5454-4eee-9c57-513afcb606c4
- Nationale Bibliotheek van Tsjechië: mzk2012726402
- Nationale bibliotheek van Australië: 66227817
- Nationale Bibliotheek van Israël: 987007440554105171
- Nederlandse Thesaurus van Auteursnamen: 102984670
- Réseau des bibliothèques de Suisse occidentale: 02-A003000058
- Istituto Centrale per il Catalogo Unico: RAVV073791
- SNAC: w6rn3cg5
- Système universitaire de documentation: 152792333
- Virtual International Authority File: 15036790
- WorldCat: E39PBJtrWKxRd3gTWk8JYXQDv3